# 小児期崩壊性障害
小児期崩壊性障害（しょうにきほうかいせいしょうがい、英語: childhood disintegrative disorder, CDD）とは、少なくとも2年間の年齢相応な正常発達の後に出現する障害で、知的・社会・言語機能の崩壊が起こる。通常2〜5歳で言語の理解や表出能力の退行がみられ、6ヶ月程度で退行が終わった後は自閉症と類似した臨床症状を示すようになる。小児崩壊性障害と呼ばれることもある。1908年にドイツの治療教育者であるテオドール・ヘラーによって最初の症例が発表された精神疾患で、彼の名を取ってヘラー症候群（Heller's syndrome）とも呼ばれる。
ICD-10およびDSM-IVでは自閉症障害、レット障害、アスペルガー障害などとともに広汎性発達障害（pervasive developmental disorder；PDD）に分類されるが、DSM-5では自閉症スペクトラム障害のひとつに分類される。
有病率は、男児10万人におよそ1人とされる。男児のほうが女児よりも4-8倍多い。

## 症状
意味のある言語の消失を特徴とする言語能力の退行から始まり、社会的スキルや適応行動の後退が生じる。排泄機能や遊びの後退、周囲への無関心や常同行動などを示していく。退行は半年ほどで止まるが、他の発達障害に比べても症状が重く、生涯にわたって介助が必要となる。
自閉症、小児期崩壊性障害、小児統合失調症のいずれに該当するかの診断は、困難であるとされる。
折れ線型自閉症と混同されやすいが、定型発達しているように見えていた児が、比較的短期間で発達の後退を起こし自閉傾向が出るもので、1歳後半頃から一気に典型的自閉症の傾向が出て3歳までに発症することで区別される。3歳になってから後退した場合、診断基準上は小児期崩壊性障害となる。

## 原因
不明。特に発症が遅かった場合に、以下の疾患との関係が示唆されている。
- 脂質代謝異常 - ニーマン・ピック病(特定の遺伝子変異によって物質の代謝に影響を及ぼす一群の病気)など。適切に代謝されなかったコレステロールが肝や脾臓で過剰に蓄積され、脳神経系でコレステロールの他の脂質の量が過度に増える。
- 亜急性硬化性全脳炎 - 麻疹（はしか）ウイルスが脳に慢性的に感染することによる。脳の炎症と神経細胞の死滅を引き起こす。
- 結節性硬化症 - 常染色体優性遺伝をする遺伝性疾患。脳や腎臓、心臓、目、肺、皮膚に腫瘍を起こす。脳の中で非癌性の腫瘍や血腫が成長する。
- 副腎白質ジストロフィー（ALD） - 劣性遺伝性疾患。中枢での脱髄や副腎不全を伴う。ミエリンが脳や脊髄の神経伝達系を遮蔽し、精神的・身体的に重篤な状態に陥り、植物状態または死に至る。
- 異染性白質ジストロフィー(MLD) - 脳白質、末梢神経、腎臓などにスルファチドが蓄積し、神経線維の脱髄（髄鞘またはミエリンが破壊されること）に至りる。急速に進行する中枢、末梢神経障害を起こす。

## 治療
自閉症と同様の対応をする。
- 行動療法 - 応用行動分析（Applied Behavior Analysis；ABA)の主目的は、言語、自分の身の回りのこと、社会的スキルを再習得するために全身的に教えることである。望ましい行動を褒めて自己肯定感を高め定着させ、問題行動をはばむという考え方で行う。BCBA (Board Certified Behavior Analyst)と呼ばれる行動分析の専門家により設計されるが、心理学者、言語聴覚士、理学療法士、作業療法士といった幅広い様々な分野で用いられる。親、教師、介護者は常にこの治療方法の教育を受ける。
- 環境療法 - 感覚の強化療法と呼ばれ、小児期崩壊性障害で多く見られる自閉症症状の改善に役立つ。
- 薬物治療 - 直接的に小児期崩壊性障害を治療する薬物はない。攻撃的で反復的な行動パターンや、重篤な問題行動に対して抗精神病薬が、発作のコントロールのために抗てんかん薬が、それぞれ用いられる。